# Euloge Sacramento
Euloge Sacramento (* im 20. Jahrhundert) ist ein beninischer Fußballspieler. Seine Stammposition ist der Sturm.
Der Stürmer bestritt 1992 und 1993 mindestens drei Partien für die beninische Fußballnationalmannschaft, u. a. in der Qualifikation zur Fußballweltmeisterschaft 1994. Dabei erzielte er mindestens zwei Tore.